# 马斯卡里拉门
44°30′08″N 11°21′10″E / 44.50222°N 11.35278°E
马斯卡里拉门（Porta Mascarella）是意大利城市博洛尼亚昔日城墙上的一个城门，位于斯大林格勒门（斯大林格勒桥）之前。

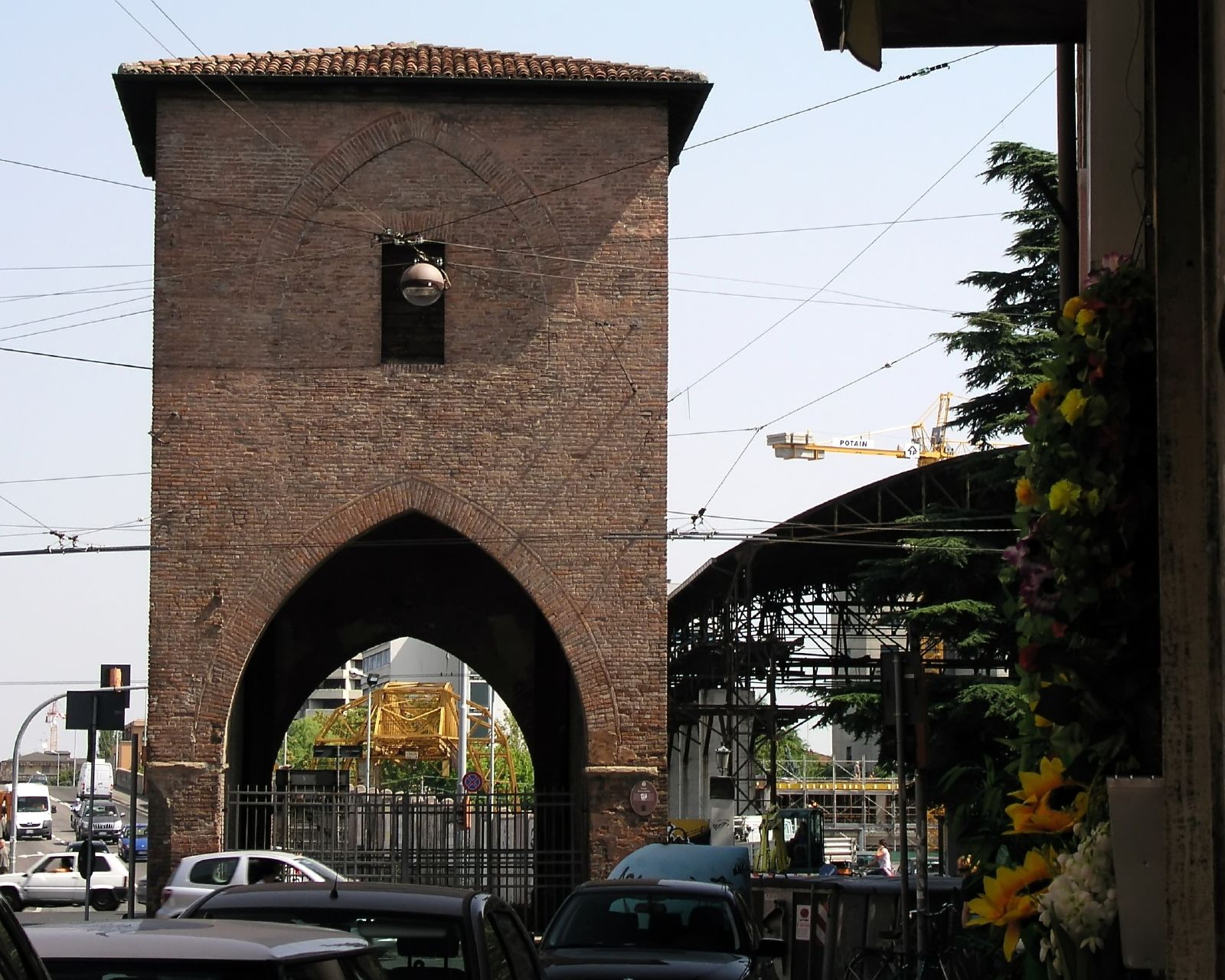
马斯卡里拉门

马斯卡里拉门建于13世纪下半叶，重建于17世纪。门外曾经有过一座吊桥（1354），于15世纪被封。现在是一座孤立的塔楼，但完整地保留了主体结构。